# Порт-дю-Р'є
Порт-дю-Р'є (фр. Porte du Ried) — муніципалітет у Франції, у регіоні Гранд-Ест, департамент Верхній Рейн. Порт-дю-Р'є утворено 1 січня 2016 року шляхом злиття муніципалітетів Ольцвір i Ридвір. Адміністративним центром муніципалітету є Ольцвір. Населення — 1856 осіб (01.01.2021).